# Cañada de Mamey
Cañada de Mamey är en ort i Mexiko.   Den ligger i kommunen San José Tenango och delstaten Oaxaca, i den sydöstra delen av landet, 290 km sydost om huvudstaden Mexico City. Cañada de Mamey ligger 366 meter över havet och antalet invånare är 284.
Terrängen runt Cañada de Mamey är bergig åt sydväst, men åt nordost är den kuperad. Cañada de Mamey ligger nere i en dal. Runt Cañada de Mamey är det ganska tätbefolkat, med 86 invånare per kvadratkilometer. Närmaste större samhälle är Huautla de Jiménez, 15,2 km väster om Cañada de Mamey. I omgivningarna runt Cañada de Mamey växer i huvudsak städsegrön lövskog.